# Gran Alianza Nacional Renovada
La Gran Alianza Nacional Renovada, conocida también como Alianza Ganar o por su sigla Ganar, fue una coalición política de partidos de la oposición, formada en el año 2017 en Paraguay. 
Postuló a la dupla compuesta por Efraín Alegre y Leonardo Rubín como presidente y vicepresidente de la República, respectivamente, de cara a las elecciones generales de Paraguay de 2018. Le fue adjudicada la lista 5 por el Tribunal Superior de Justicia Electoral, con vistas al mencionado proceso electoral.
El jefe de campaña de la Alianza fue el liberal Carlos Mateo Balmelli, quien a su vez fue rival de Alegre en las internas del PLRA.